# Silnice II/453
Silnice II/453 je silnice II. třídy, která vede z Jeseníku do Města Albrechtice. Je dlouhá 42,2 km. Prochází dvěma kraji a dvěma okresy.

## Vedení silnice

### Olomoucký kraj, okres Jeseník
- Bukovice (křiž. I/44)
- Dětřichov
- Rejvíz
- Dolní Údolí (křiž. II/454, III/45322, III/45711)
- Horní Údolí

### Moravskoslezský kraj, okres Bruntál
- Heřmanovice (křiž. II/445)
- Spálené
- Holčovice (křiž. II/452)
- Hejnov
- Hynčice (křiž. III/45324)
- Město Albrechtice (křiž. I/57, III/45814)